# Hypolytrum bullatum
Hypolytrum bullatum är en halvgräsart som beskrevs av Charles Baron Clarke. Hypolytrum bullatum ingår i släktet Hypolytrum och familjen halvgräs. Inga underarter finns listade i Catalogue of Life.

## Bildgalleri

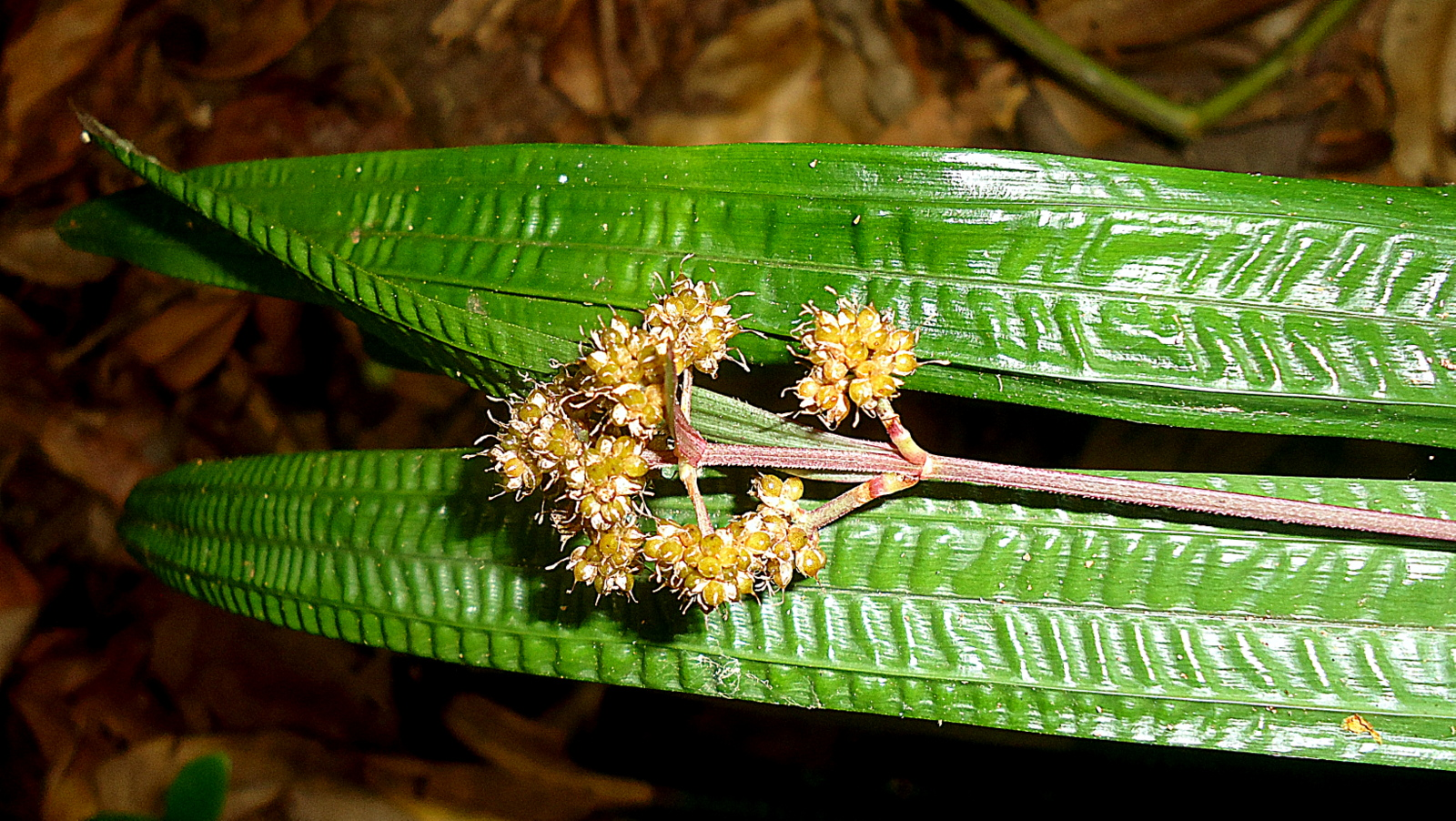
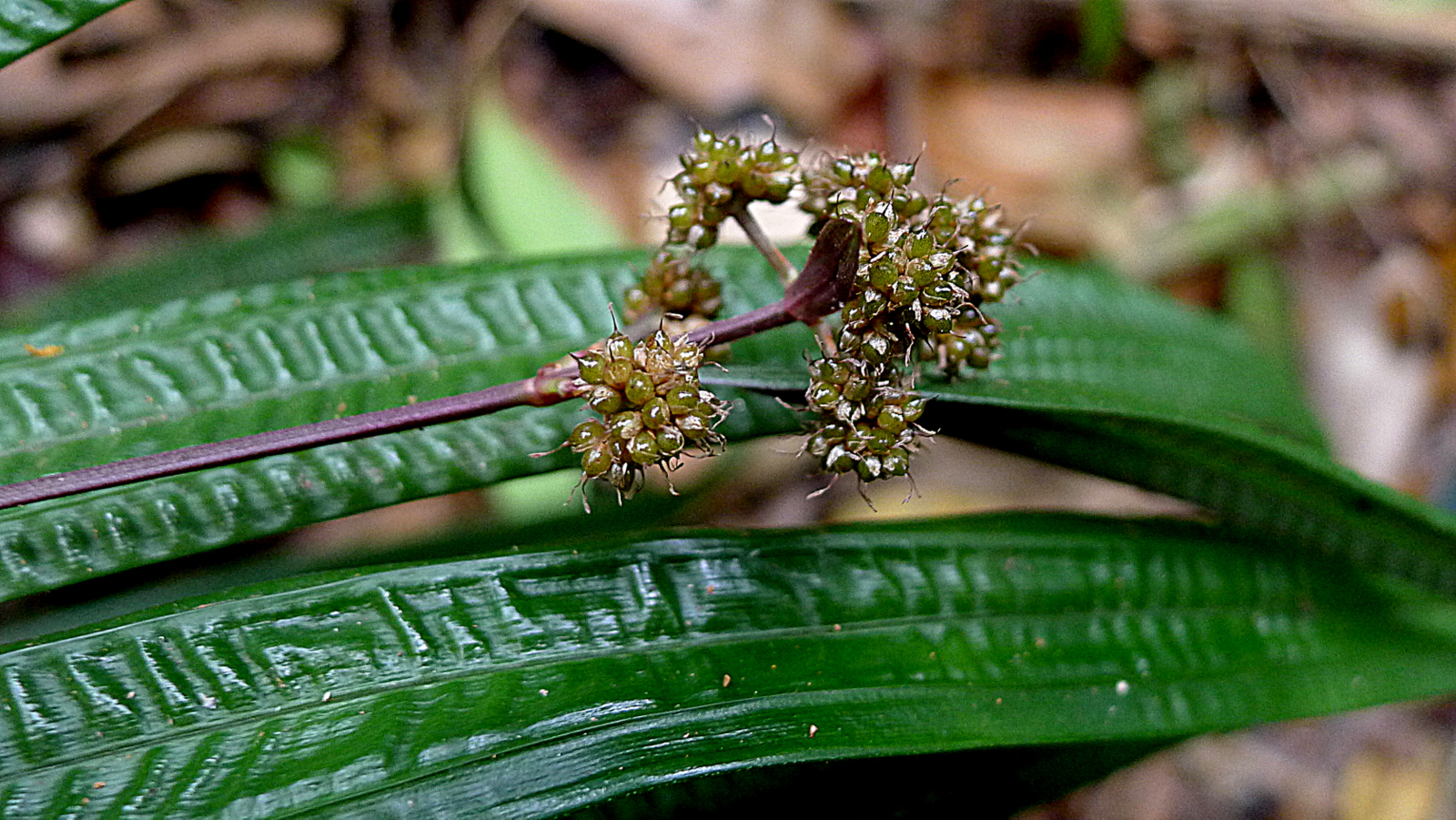
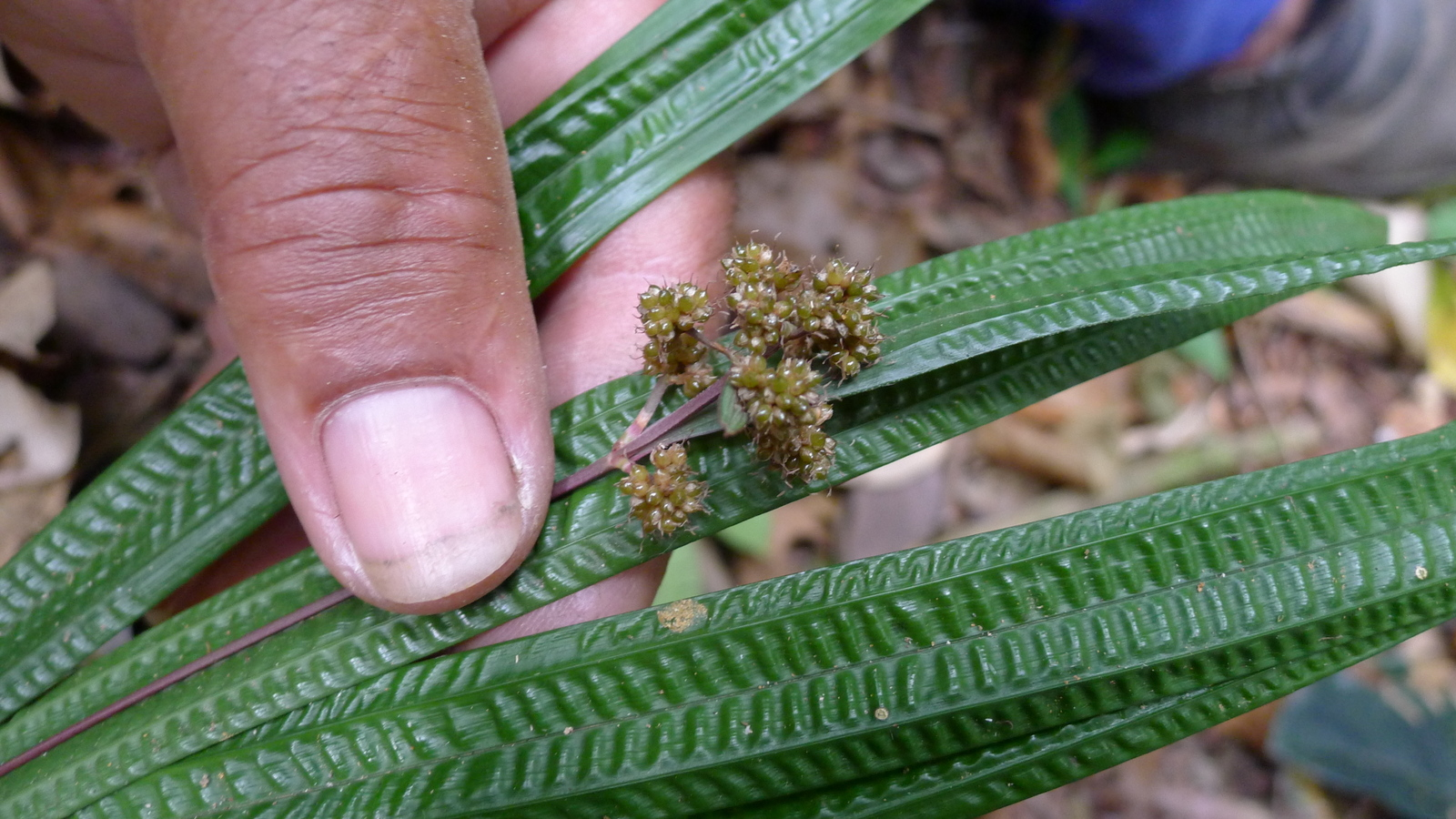
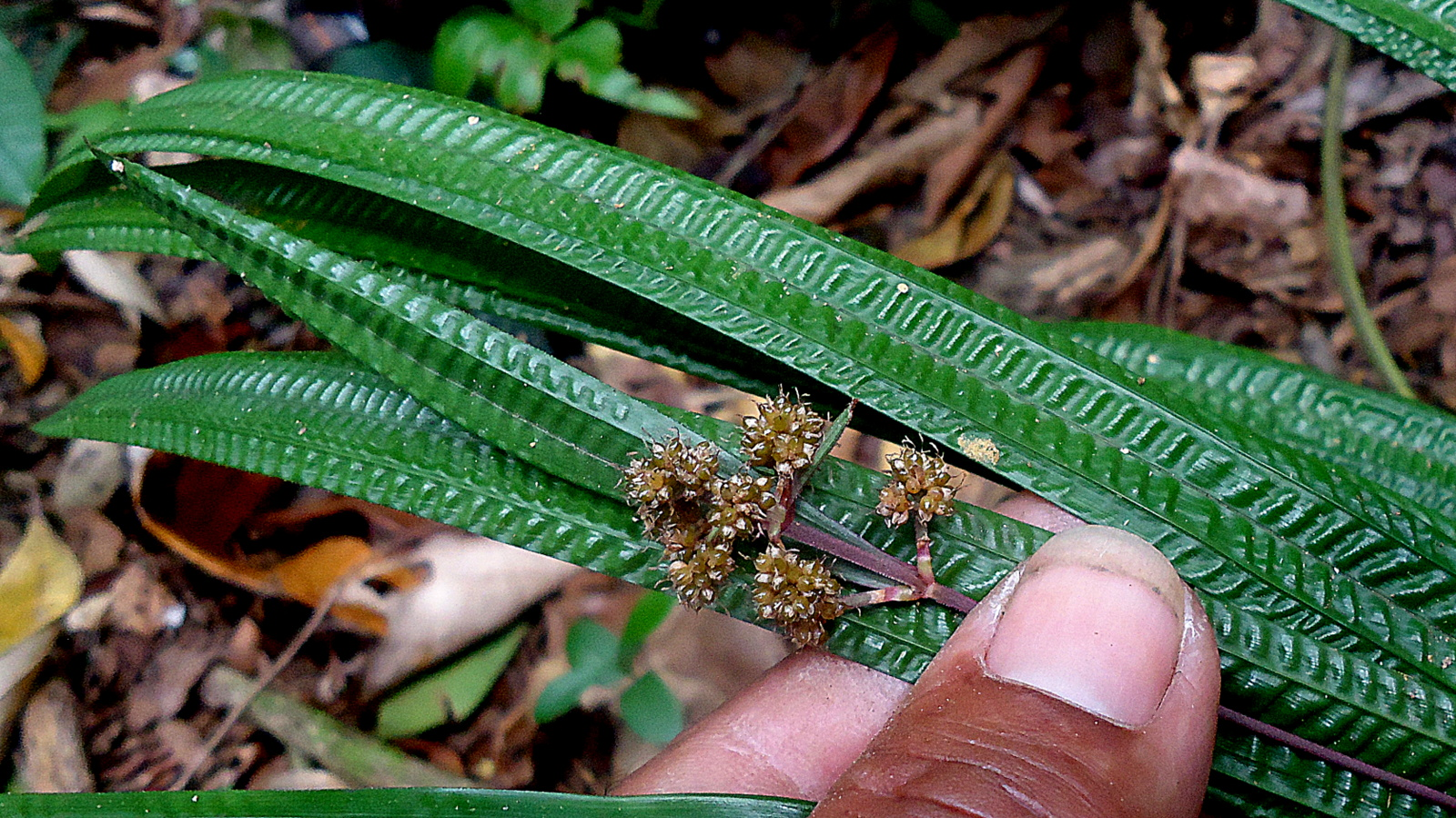